# Исламхан, Бауыржан Ербосынович
Бауыржа́н Ербосы́нулы Исламха́н (каз. Бауыржан Ербосынұлы Исламхан, род. 23 февраля 1993, Джамбул) — казахстанский футболист, полузащитник клуба «Астана» и сборной Казахстана. Чемпион Казахстана, 6-кратный вице-чемпион Казахстана и 4-кратный обладатель Кубка страны. Входит в топ-10 футболистов сборной Казахстана по количеству матчей.

## Клубная карьера
Родился в городе Джамбул (ныне — Тараз). Сначала занимался тхэквондо, но получил травму и перешёл в футбол. В 2011 году начал карьеру в местном клубе «Тараз». В конце 2011 года в 18-летнем возрасте несколько раз выходил на поле в качестве капитана команды. В составе молодёжной сборной Казахстана принял участие в Кубке Содружества 2012, где обратил на себя внимание российских клубов.
В феврале 2013 года отправился на просмотр в команду российской премьер-лиги «Кубань», в итоге был подписан 3-летний контракт. Трансфер краснодарскому клубу обошёлся в 200 тысяч долларов. Провёл концовку сезона в дубле и счёл лучшим вариантом принять приглашение от главного тренера «Астаны» Мирослава Беранека перейти на полгода в аренду в этот клуб.
В феврале 2014 года алматинский «Кайрат» заключил с «Кубанью» трансферное соглашение и перекупил контракт Исламхана, тоже на три года. Свой первый гол Бауыржан забил в ворота своей родной команды «Тараз», в том матче оформил дубль. В сезоне 2014 года клуб завоевал бронзовые медали чемпионата и выиграл Кубок Казахстана в финале у «Актобе» (4:1). Исламхан был признан лучшим футболистом Казахстанской премьер-лиги 2014 года (31 матч, 5 голов).
С сезона 2015 года стал капитаном команды. В 29 матчах забил 7 голов, и «Кайрат» завоевал серебряные медали чемпионата и повторно выиграл Кубок Казахстана в финале у «Астаны» (2:1), но Суперкубок Казахстана уступили ей по пенальти.
В 2016 году забил 17 голов в 31 матче чемпионата и вошёл в тройку лучших бомбардиров. Весной выиграл с командой Суперкубок Казахстана у «Астаны», а осенью снова серебряные медали. В 2016 году британский телеканал BT Sport назвал гол Бауыржана Исламхана самым красивым в Лиге Европы УЕФА по итогам завершившегося сезона. Его гол набрал 86 % голосов на официальном сайте BT Sport.
Весной 2017 года вновь выиграл с командой Суперкубок Казахстана у той же «Астаны» (2:0), осенью в «Актобе» — Кубок Казахстана у «Атырау» (1:0) и в третий раз подряд серебряные медали чемпионата страны (27 игр и 11 голов). В Лиге Европы сыграл 2 матча.
Сезон 2018 года Исламхан начал с хет-трика в апреле в ворота «Окжетпеса» в 1/8 Кубка Казахстана, затем в июне забил гол в полуфинале «Иртышу». 24 ноября в финале в Астане, как и в прошлом году, встретились «Кайрат» и «Атырау» (1:0). Хотя Исламхан не забил пенальти, команда снова победила и он стал 4-кратным обладателем Кубка РК (повтор рекорда Алексея Клишина). В чемпионате также в четвёртый раз стал с «Кайратом» вице-чемпионом страны (29 игр и три гола). В квалификации Лиги Европы провёл 6 игр и забил три гола (два — клубу «Энгордань» из Андорры и голландскому АЗ Алкмаар).
Зимой 2020 года проходил просмотр в петербургском «Зените» на сборах в катарской Дохе.
31 января 2020 года был официально представлен как игрок клуба «Аль-Айн», подписав контракт до 30 июня 2020 года.
В феврале 2023 года заключил контракт с «Ордабасы».

## Карьера в сборной
Миновав все юношеские сборные, Исламхан получил вызов в молодёжную сборную Казахстана в 2011 году. 3 июня 2011 года дебютировал в игре против молодёжной сборной Румынии в рамках отборочного турнира чемпионата Европы 2013 года, матч закончился нулевой ничьей. С 2012 года начал выводить команду с капитанской повязкой. Успешно выступил на Кубке Содружества 2014 года, поразив ворота молодёжной сборной Беларуси в стартовом матче турнира.
В феврале 2012 года дебютировал в национальный сборной Казахстана в товарищеской игре против сборной Латвии, проведя на поле все 90 минут. 5 сентября 2014 года забил свой первый мяч в товарищеской игре против сборной Кыргызстана. 12 августа 2014 года отличился в ворота сборной Таджикистана. 4 сентября 2016 года перед игрой со сборной Польши 23-летний полузащитник был назначен капитаном сборной Казахстана. 10 июня 2017 года получил прямую красную карточку в игре отборочного турнира чемпионата мира 2018 года со сборной Дании.
В начале 2018 года в ходе подготовки к Лиге наций УЕФА выступил за сборную РК нового главного тренера Станимира Стоилова во всех трёх товарищеских матчах с командами Болгарии, Венгрии и Азербайджана. А затем осенью — в пяти играх Лиги наций, кроме последней с Грузией.
2019 год начал с травмы, покинув сборную 18 марта перед матчами с Шотландией и Россией. Восстановился только в мае, но показал очень уверенную игру и вернулся в сборную (забил в июне гол Сан-Марино).

## Дисквалификация
В декабре 2020 года получил дисквалификацию на два года за употребление вещества, которое в итоговом решении Дисциплинарного и Этического комитета АФК фигурирует как Prohibited Substance — «запрещённая субстанция».

## Достижения

### Клубные
«Астана»
- Серебряный призёр чемпионата Казахстана: 2013

«Кайрат»
- Серебряный призёр чемпионата Казахстана (5): 2015, 2016, 2017, 2018, 2019
- Бронзовый призёр чемпионата Казахстана: 2014
- Обладатель Кубка Казахстана (4): 2014, 2015, 2017, 2018
- Обладатель Суперкубка Казахстана (2): 2016, 2017

«Ордабасы»
- Чемпион Казахстана: 2023

### Личные
- Новичок года: 2011
- Лучший центральный атакующий полузащитник по версии ПФЛК: 2015, 2016, 2017[22]
- Лучший футболист Казахстана: 2014, 2016, 2019

## Статистика выступлений

### Клубная карьера
| Клуб             | Сезон            | Лига | Лига | Кубки | Кубки | Еврокубки / Кубки АФК | Еврокубки / Кубки АФК | Итого | Итого |
| Клуб             | Сезон            | Игры | Голы | Игры  | Голы  | Игры                  | Голы                  | Игры  | Голы  |
| ---------------- | ---------------- | ---- | ---- | ----- | ----- | --------------------- | --------------------- | ----- | ----- |
| Тараз            | 2011             | 27   | 2    | 5     | 2     | —                     | —                     | 32    | 4     |
| Тараз            | 2012             | 23   | 4    | 3     | 0     | —                     | —                     | 26    | 4     |
| Тараз            | Итого            | 50   | 6    | 8     | 2     | —                     | —                     | 58    | 8     |
| Кубань           | 2012/2013        | 0    | 0    | —     | —     | —                     | —                     | 0     | 0     |
| Кубань           | Итого            | 0    | 0    | —     | —     | —                     | —                     | 0     | 0     |
| → Астана         | 2013             | 7    | 1    | —     | —     | 1                     | 0                     | 8     | 1     |
| → Астана         | Итого            | 7    | 1    | —     | —     | 1                     | 0                     | 8     | 1     |
| Кайрат           | 2014             | 31   | 5    | 6     | 1     | 4                     | 0                     | 41    | 6     |
| Кайрат           | 2015             | 29   | 7    | 5     | 2     | 8                     | 3                     | 42    | 12    |
| Кайрат           | 2016             | 31   | 17   | 6     | 0     | 3                     | 0                     | 40    | 17    |
| Кайрат           | 2017             | 27   | 11   | 5     | 1     | 2                     | 0                     | 34    | 12    |
| Кайрат           | 2018             | 29   | 3    | 5     | 4     | 6                     | 3                     | 40    | 10    |
| Кайрат           | 2019             | 22   | 7    | 1     | 0     | 4                     | 0                     | 27    | 7     |
| Кайрат           | Итого            | 169  | 50   | 28    | 8     | 27                    | 6                     | 224   | 64    |
| Аль-Айн          | 2019/20          | 6    | 0    | —     | —     | 6                     | 1                     | 12    | 1     |
| Аль-Айн          | 2020/21          | 4    | 0    | —     | —     | —                     | —                     | 4     | 0     |
| Аль-Айн          | Итого            | 10   | 0    | —     | —     | 6                     | 1                     | 16    | 1     |
| Ордабасы         | 2023             | 10   | 2    | 1     | 0     | 2                     | 0                     | 13    | 2     |
| Ордабасы         | 2024             | 20   | 1    | 2     | 0     | 6                     | 0                     | 28    | 1     |
| Ордабасы         | Итого            | 30   | 3    | 3     | 0     | 8                     | 0                     | 41    | 3     |
| Всего за карьеру | Всего за карьеру | 266  | 60   | 39    | 10    | 42                    | 7                     | 347   | 77    |

### Выступления за сборную
| Сборная   | Год   | Отборочные матчи ЧМ | Отборочные матчи ЧМ | Отборочные матчи ЧЕ | Отборочные матчи ЧЕ | Лига наций УЕФА | Лига наций УЕФА | Товарищеские матчи | Товарищеские матчи | Итого | Итого |
| Сборная   | Год   | Игры                | Голы                | Игры                | Голы                | Игры            | Голы            | Игры               | Голы               | Игры  | Голы  |
| --------- | ----- | ------------------- | ------------------- | ------------------- | ------------------- | --------------- | --------------- | ------------------ | ------------------ | ----- | ----- |
| Казахстан | 2012  | 2                   | 0                   | −                   | −                   | −               | −               | 3                  | 0                  | 5     | 0     |
| Казахстан | 2013  | −                   | −                   | −                   | −                   | −               | −               | −                  | −                  | −     | −     |
| Казахстан | 2014  | −                   | −                   | 3                   | 0                   | −               | −               | 3                  | 2                  | 6     | 2     |
| Казахстан | 2015  | −                   | −                   | 5                   | 0                   | −               | −               | 3                  | 0                  | 8     | 0     |
| Казахстан | 2016  | 3                   | 0                   | −                   | −                   | −               | −               | 3                  | 0                  | 6     | 0     |
| Казахстан | 2017  | 2                   | 0                   | −                   | −                   | −               | −               | 1                  | 0                  | 3     | 0     |
| Казахстан | 2018  | −                   | −                   | −                   | −                   | 5               | 0               | 3                  | 0                  | 8     | 0     |
| Казахстан | 2019  | −                   | −                   | 8                   | 1                   | −               | −               | −                  | −                  | 8     | 1     |
| Казахстан | 2020  | −                   | −                   | −                   | −                   | 2               | 0               | −                  | −                  | 2     | 0     |
| Казахстан | 2021  | −                   | −                   | −                   | −                   | −               | −               | −                  | −                  | −     | −     |
| Казахстан | 2022  | −                   | −                   | −                   | −                   | −               | −               | 2                  | 0                  | 2     | 0     |
| Казахстан | 2023  | −                   | −                   | 2                   | 0                   | −               | −               | −                  | −                  | 2     | 0     |
| Казахстан | 2024  | −                   | −                   | −                   | −                   | 4               | 0               | 2                  | 1                  | 6     | 1     |
| Итого     | Итого | 7                   | 0                   | 18                  | 1                   | 11              | 0               | 20                 | 3                  | 56    | 4     |